# Family (gruppo musicale)
I Family sono stati un gruppo musicale britannico, formato a Leicester nel 1966. Il gruppo è considerato un'importante formazione per l'evoluzione del rock britannico, dalla psichedelia di fine anni sessanta al progressive, sviluppatosi all'inizio del decennio successivo.

## Storia
Il gruppo viene formato nel 1966 a Leicester dall'incontro tra Charlie Whitney, chitarrista del gruppo The Farinas (una blues band del college), Roger Chapman e Rob Townsend.
Il loro stile è variopinto (partendo da forti influenze di folk acido e passando per jazz, blues rock e ritmi esotici), caratterizzato dalla voce possente di Roger Chapman, dal violino di Ric Grech e dagli spunti esotici del chitarrista Charlie Whitney.
I primi tre album (soprattutto Family Entertainment del 1969) confermarono via via le qualità della band, nonostante le carenze dal punto di vista della produzione e del mixaggio.
Il gruppo originale ha subito numerosi cambi di formazione, che includono le partecipazioni, tra gli altri, di John Wetton (che andrà in seguito a militare nei King Crimson) e di Poli Palmer e Jim Cregan, seppur per poco tempo, provenienti dai Blossom Toes. Ric Grech si unirà all'ex Traffic Steve Winwood e ai due ex Cream Eric Clapton e Ginger Baker per dare vita al supergruppo Blind Faith.
Nonostante i continui cambi di formazione, la band registrò album molto amati dalla critica come il loro quarto Anyway (1970), che, registrato per metà dal vivo, ebbe nel brano Strange Band una hit da classifica.
Roger Chapman e Charlie Whitney, terminata l'esperienza dei Family, formarono un gruppo blues-rock, gli Streetwalkers, attivo fino alla fine degli anni settanta.

## Formazione

### Principale
- Roger Chapman - voce, armonica a bocca, percussioni
- Charlie Whitney - chitarra, banjo, mandolino, organo, pianoforte, cori
- Rob Townsend - batteria, arpa, percussioni
- Ric Grech - basso, violino, cori
- Jim King - sassofono tenore e soprano, armonica a bocca, pianoforte

### Ex componenti
- Poli Palmer[4] - pianoforte, vibrafono, flauto
- John Weider - basso, chitarra, violino
- John Wetton - basso, tastiere, cori
- Jim Cregan - basso

## Discografia

### Album in studio
- 1968 - Music in a Doll's House
- 1969 - Family Entertainment
- 1970 - A Song for me
- 1970 - Anyway
- 1971 - Fearless
- 1972 - Bandstand
- 1973 - It's Only a Movie

### Album dal vivo
- 1971 - Family in concert
- 1973 - BBC Radio 1 Live in concert
- 1992 - Peel session
- 2002 - BBC Radio Show 1973
- 2004 - BBC Radio, Vol 1: 1968-1969
- 2004 - BBC Radio, Vol 2: 1971-1973
- 2011 - Performance

### Compilation
- 1971 - Old Songs New Songs

### Raccolte
- 1981 - From Past Archives
- 2000 - Anthology